# مفتاح إيقاف

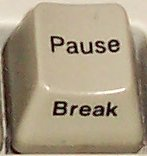
مفتاح إيقاف / إيقاف مؤقت على لوحة مفاتيح الحاسوب.

مفتاح الإيقاف (بالإنجليزية: Break key)‏ (يُرمز إليه بـ ⎉) هو أحد مفاتيح لوحة مفاتيح الكمبيوتر. وظيفته الأصلية كانت إيقاف دائرة التلغراف في القرن التاسع عشر. في الاستخدام الحديث، ليس للمفتاح غرض محدد جيدًا ، إلا أن برامجَ تستعمله لمهام متنوعة ، مثل التبديل بين جلسات تسجيل الدخول المتعددة ، أو إنهاء برنامج ، أو مقاطعة اتصال المودم .
نظرًا لأن وظيفة الإيقاف عادةً ما تُدمج مع وظيفة الإيقاف المؤقت على مفتاح واحد منذ إدخال لوحة مفاتيح IBM Model M 101-key في عام 1985 ، فإن مفتاح الإيقاف قد يُرمز إليه أيضًا مفتاح الإيقاف المؤقت (بالإنجليزية: Pause)‏ . يمكن استخدامه لإيقاف بعض ألعاب الكمبيوتر مؤقتًا.